# 補陀洛山寺

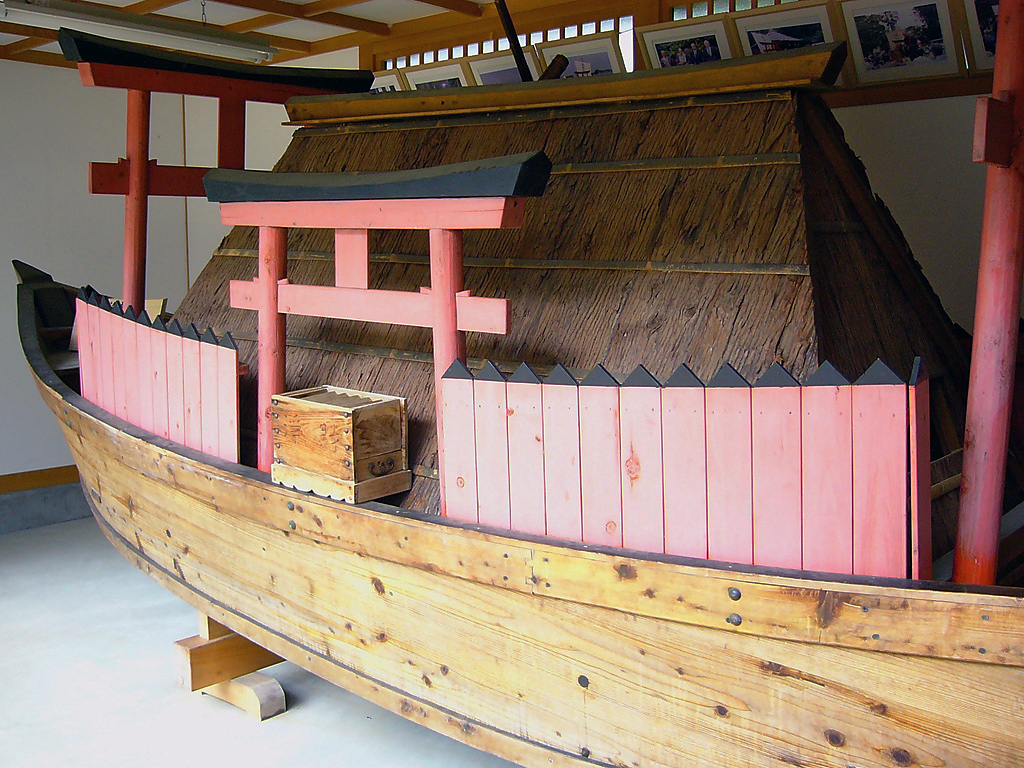
渡海船

補陀洛山寺（ふだらくさんじ）是位在日本和歌山縣東牟婁郡那智勝浦町的天台宗寺院。山號「熊野山」。本尊三貌十一面千手千眼觀音、傳說開山（初代住持）為裸形上人。以南方淨土為目的地的「補陀洛渡海」的出發點。境內是國之史跡「熊野三山」之一部。以「紀伊山地的聖地及朝聖路」的一部分登錄世界遺產。

## 關連項目
- 補陀落渡海
- 熊野那智大社

## 外部連結
- 補陀洛山寺